# Amiens Handball Club
Pour les articles homonymes, voir APH.
Maillots
Actualités
Dernière mise à jour : 10 juin 2025.
L'Amiens Handball Club (AHC) est un club de handball basé à Amiens en Picardie. L'équipe première masculine évolue en Nationale 3 (5e niveau national) depuis la saison 2024-2025.

## Histoire
Fondé en avril 1991, sous le nom d'Amiens Picardie Handball, le club est le résultat de la fusion de plusieurs clubs amiénois.
Champion de France de Nationale 2 masculine à l'issue de la saison 2014/2015, l'équipe première est promue en Nationale 1 et devient le premier club picard masculin de handball à évoluer à ce niveau.
En septembre 2023, le club est placé en liquidation judiciaire et rétrogradé à la suite de difficultés financières répétées, et à l'issue de la saison 2023-2024, le tribunal de commerce prononce la liquidation de l'Amiens Picardie Handball.
Le club repart donc sous le nom d'Amiens Handball Club avec son équipe sénior masculine en Nationale 3.
Outre son équipe A masculine, l'AHC engage une dizaine d'équipes filles et garçons en Championnat (dont 3 autres équipes seniors masculines et 1 équipe senior féminine). Le club compte plus de 250 licenciés.

## Bilan saison par saison
| Saison               | Div    | Classement                                         | Coupe de France                                    |
| -------------------- | ------ | -------------------------------------------------- | -------------------------------------------------- |
| 2010-2011            | Nat. 3 | 1er de la poule 4                                  | ?                                                  |
| 2011-2012            | Nat. 2 | ?                                                  | 1/16 de finale                                     |
| 2012-2013            | Nat. 2 | 6e de la poule 2                                   | 3e tour                                            |
| 2013-2014            | Nat. 2 | 4e de la poule 3                                   | ?                                                  |
| 2014-2015            | Nat. 2 | 1er de la poule 3                                  | 1/16 de finale                                     |
| 2015-2016            | Nat. 1 | 4e de la poule 2                                   | 2e tour                                            |
| 2016-2017            | Nat. 1 | 2e de la poule 2 5e de la poule d’accession        | 4e tour                                            |
| 2017-2018            | Nat. 1 | 2e de la poule 2 8e de la poule d’accession        | 1/16 de finale                                     |
| 2018-2019            | Nat. 1 | 5e de la poule 2 1er de la poule 1 de relégation   | 4e tour                                            |
| 2019-2020            | Nat. 1 | 7e de la poule d’accession                         | 4e tour                                            |
| 2020-2021            | Nat. 1 | Saison annulée à cause de la pandémie de Covid-19. | Saison annulée à cause de la pandémie de Covid-19. |
| 2021-2022            | Nat. 1 | 2e de la poule 3                                   | -                                                  |
| 2022-2023            | Nat. 1 | 2e de la poule 3                                   | -                                                  |
| 2023-2024            | Nat. 2 | 4e de la poule 2                                   | 1/8 de finale                                      |
| Amiens Handball Club |        |                                                    |                                                    |
| 2024-2025            | Nat. 3 | 9e de la poule 4                                   | 1er tour                                           |
| 2025-2026            | Nat. 3 | A venir                                            | A venir                                            |

- Promu
- Relégué

## Palmarès
- Championnat de France N2
  - Champion : 2015

## Organisation d'événements sportifs
- Rencontre internationale entre l'Amiens Picardie Hand et l'équipe nationale du Japon le 9 novembre 2015 (défaite 23 à 33).